# Liezel Huber
Liezel Huber (Durban, África do Sul, 21 de agosto de 1976) é uma ex-tenista nascida na África do Sul, especialista no jogo de duplas, que compete pelos Estados Unidos. Ela mudou-se para o país em 1992 e é casada com o norte americano Tony Huber.
Formou uma das mais vitoriosas parcerias do tênis feminino junto com a zimbabuense Cara Black, vencendo  quatro torneios Grand Slam de duplas femininas. Também ganhou duas vezes o torneio de duplas mistas junto de Bob Bryan.
A jogadora também é conhecida por seus trabalhos sociais, incluindo a sua fundação "Liezel's Cause", criada em 2005, para arrecadar fundos para a compra de suprimentos básicos para as vítimas do Furacão Katrina.
Em 2017, anunciou aposentadoria. Seu último jogo foi no Australian Open do mesmo ano, em duplas mistas, quando perdeu na estreia.

## Grand Slam finais

### Duplas: 10 (5–5)
| Posição | Ano  | Campeonato          | Piso   | Parceira      | Oponentes                           | Placar                  |
| ------- | ---- | ------------------- | ------ | ------------- | ----------------------------------- | ----------------------- |
| Vice    | 2004 | Wimbledon           | Grama  | Ai Sugiyama   | Cara Black Rennae Stubbs            | 6–3, 7–6(7–5)           |
| Vice    | 2005 | Roland Garros       | Saibro | Cara Black    | Virginia Ruano Pascual Paola Suárez | 4–6, 6–3, 6–3           |
| Campeã  | 2005 | Wimbledon           | Grama  | Cara Black    | Svetlana Kuznetsova Amélie Mauresmo | 6–2, 6–1                |
| Campeã  | 2007 | Aberto da Austrália | Duro   | Cara Black    | Chan Yung-jan Chuang Chia-jung      | 6–4, 6–7(4–7), 6–1      |
| Campeã  | 2007 | Wimbledon           | Grass  | Cara Black    | Katarina Srebotnik Ai Sugiyama      | 3–6, 6–3, 6–2           |
| Campeã  | 2008 | US Open             | Duro   | Cara Black    | Lisa Raymond Samantha Stosur        | 6–3, 7–6(10–8)          |
| Vice    | 2009 | US Open             | Duro   | Cara Black    | Serena Williams Venus Williams      | 6–2, 6–2                |
| Vice    | 2010 | Aberto da Austrália | Duro   | Cara Black    | Serena Williams Venus Williams      | 6–4, 6–3                |
| Vice    | 2010 | US Open             | Duro   | Nadia Petrova | Vania King Yaroslava Shvedova       | 2–6, 6–4, 7–6(7–4)      |
| Campeã  | 2011 | US Open             | Duro   | Lisa Raymond  | Vania King Yaroslava Shvedova       | 4–6, 7–6(7–5), 7–6(7–3) |

### Duplas Mistas: 5 (2–3)
| Posição | Ano  | Campeonato          | Piso   | Parceiro      | Oponentes                          | Placar                |
| ------- | ---- | ------------------- | ------ | ------------- | ---------------------------------- | --------------------- |
| Vice    | 2001 | Wimbledon           | Grama  | Mike Bryan    | Leoš Friedl Daniela Hantuchová     | 4–6, 6–3, 6–2         |
| Vice    | 2005 | Aberto da Austrália | Duro   | Kevin Ullyett | Samantha Stosur Scott Draper       | 6–2, 2–6, [10–6]      |
| Vice    | 2008 | US Open             | Duro   | Jamie Murray  | Leander Paes Cara Black            | 7–6(8–6), 6–4         |
| Campeã  | 2009 | Roland Garros       | Saibro | Bob Bryan     | Vania King Marcelo Melo            | 5–7, 7–6(7–5), [10–7] |
| Campeã  | 2010 | US Open             | Duro   | Bob Bryan     | Květa Peschke Aisam-ul-Haq Qureshi | 6–4, 6–4              |